# Mikrogeophagus
Mikrogeophagus (лат.) — род неотропических лучепёрых рыб из семейства цихловых.
На май 2018 года в род включают 2 вида:
- Микрогеофагус Рамирези (Mikrogeophagus ramirezi)
- Микрогеофагус Альтиспиноза (Mikrogeophagus altispinosus)[2]

Оба вида откладывают икру на плоских камнях или листьях, а не под камнями или в отверстиях затонувших брёвен или коряг, как рыбы из близкого рода апистограмм.